# گنبد سرخ (روستا)
 گنبد سرخ  واقع در روستای گنبد سرخ از توابع بخش مرکزی شهرستان بندرعباس ویکی از نقاط دیدنی استان هرمزگان در جنوب ایران است.
این بنا در ۶۰ کیلومتری شمال شرقی شهرستان بندرعباس قرار دارد. این بنا مربوط به سده میانی دوره اسلامی است که در میان قبرستان قدیمی واقع می‌باشد.